# 드라이버 (1978년 영화)
《드라이버》(영어: The Driver)는 미국에서 제작된 월터 힐 감독의 1978년 범죄 스릴러 영화이다. 라이언 오닐 등이 출연하였고, 로런스 고든 등이 제작에 참여하였다.

## 출연진
- 라이언 오닐
- 브루스 던
- 이자벨 아자니
- 로니 블레이클리
- 맷 클라크
- 펄리스 올랜디
- 조지프 월시
- 루디 라모스
- 프랭크 브루노
- 샌디 브라운 와이어스
- 닉 디미트리
- 밥 마이너

## 기타 제작진
- 배역: 제인 파인버그, 마이크 펜턴
- 미술: 해리 호너
- 의상: 잭 베어, 제니퍼 L. 파슨스